# Jaciment rupestre de Sáchica
El jaciment rupestre de Sáchica és un conjunt de pintures rupestres d'origen amerindi situades en una formació rocosa a Colòmbia. Aquest jaciment arqueològic és al municipi de Sáchica, departament de Boyacá, en un petit congost a la riba dreta del riu Sáchica.

## Origen
El jaciment forma part d'una gran quantitat de creacions dels nadius americans documentats al llarg de la geografia colombiana, sobretot a l'Altiplà cundiboyacense.
No es coneix amb certesa l'autoria d'aquest conjunt de pictogrames, ni el significat, ni l'antiguitat; el lloc coincideix amb assentaments dels arauac i els txibtxa, documentats després del s. IV.

## Història
El 1961 l'antropòleg Eliécer Silva Célis, llavors investigador de l'Institut Colombià d'Antropologia i Història, interpretà les pintures d'aquesta manera:
| « | "En els dibuixos pintats de Sáchica tenim, doncs, a més d'unes poques representacions naturalistes (plantes), un conjunt ordenat de cares humanes; una associació de simbolismes de forma circular; una composició que constitueix un cas de "posture languaje", i símbols convencionals de naturalesa complexa relacionats, sens dubte, uns amb la màgia i la religió, altress amb els astres dominants de l'univers; en fi, altres amb personatges (sacerdots, caps, dirigents, ancestres o deïtats personificades) que degueren ser donadors del bé, la seguretat i felicitat del poble txibtxa" | » |

## Configuració

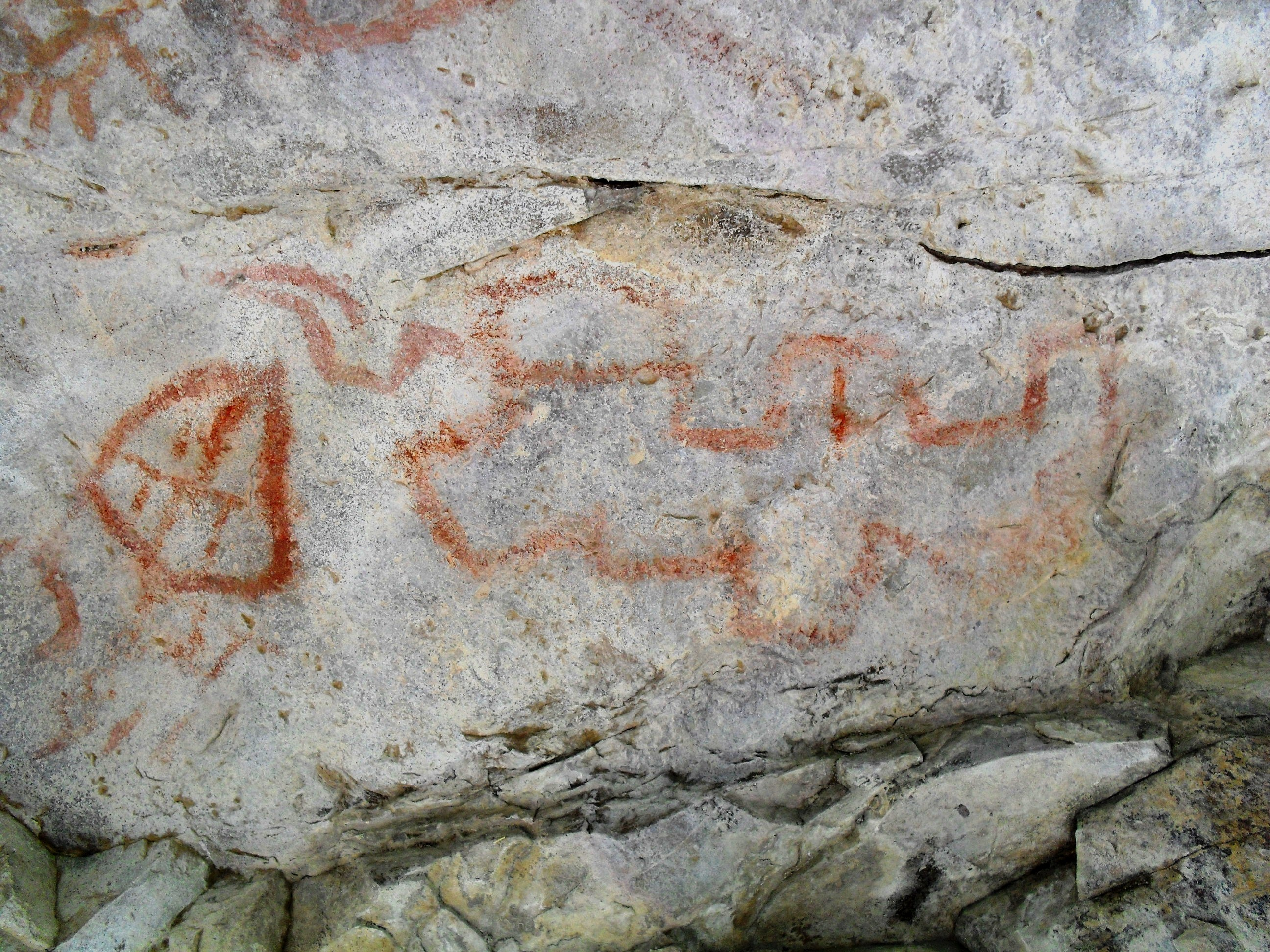
Imatges lineals del jaciment rupestre de Sáchica

El conjunt de pintures se situa en diversos grups clarament definits, en un trajecte de 40 m en la formació rocosa, parcialment protegit dels efectes ambientals. Se n'han descrit 14 grups diferents de pintures, sobretot elaborades en roig i algunes en color negre. Dins dels esquemes dibuixats es veuen diferents figures que recorden rostres i humanoides, la imatge del sol, vegetals i altres d'inintel·ligibles, de les quals a grans trets se'n desconeix el significat.

## Destrucció i alteració
Aquest jaciment, igual que la major part de les pintures rupestres i petròglifs de Colòmbia, es troba en perill permanent de ser destruït o alterat, ja siga per part dels pobladors i visitants que desconeixen el valor històric d'aquests gràfics, o per investigadors inexperts.